# 任德龙
道格拉斯·克雷格·埃姆霍夫（英語：Douglas Craig Emhoff；1964年10月13日—），漢名任德龍，美国律師，第49任美国副总统賀錦麗的丈夫，也是美国历史上首位第二先生。

## 姓名
其本人漢名是妻子賀錦麗的好友、加州保險局律師顧問蘇榮麗取的，當他得知蘇榮麗和她的僑領父親蘇錫芬為妻子取過一個漢名後，也請求蘇榮麗為自己取名，還希望名字裡有個「龍」字，於是蘇榮麗給他取了「任德龍」這個名字。

## 早年与教育
任德龙于纽约布鲁克林区一個猶太裔家庭出生，1969年至1981年住在新泽西州，青少年期间随家人迁居加利福尼亚州。他毕业于阿古拉高中，获加州州立大學北嶺分校文学士、南加州大学古尔德法学院法律博士学位。

## 生平
任德龙是娱乐行业的诉讼律师，首份工作任职于必百瑞律师事务所诉讼小组。随后于1990年代转到精品服饰品牌Belin Rawlings & Badal工作。2000年，他与本·惠特威尔（Ben Whitwell）合伙开设事务所，客户包括沃尔玛和默克藥廠。2006年被Venable收购，随后成为Venable美國西岸办公室常务董事。
2017年，任德龙以合伙人身份加入DLA Piper律师事务所，任职于华府和加州的办公室。2020年，其妻賀錦麗宣布成为乔·拜登在2020年美國總統選舉中的竞选搭档后，任德龙向DLA Piper请假。
2020年12月，任德龙宣布加入乔治城大学法学院担任实践杰出访问学者（Distinguished Visitor from Practice），教授娱乐法的相关课程。

## 个人生活
任德龙与第一任妻子克斯汀·麦金结婚16年，育有两子科尔（Cole）和艾拉（Ella）。2014年8月22日，在贺锦丽妹妹玛雅·哈里斯的主持下，賀錦麗与任德龙结婚。截至2019年8月，夫妇俩的资产净值约为580万美元。
贺锦丽曾参加2020年美國總統選舉民主黨初選，但于2019年12月被淘汰，此前任德龙曾多次陪同贺锦丽出席竞选活动。2020年8月11日，贺锦丽獲乔·拜登選為在2020年美國總統選舉的竞选搭档，使得任德龙成为继约翰·扎卡罗和托德·佩林后，主要政党副总统候选人中的第三位男性配偶。之後贺锦丽成功当选，任德龙成為美国首位第二先生、首位犹太裔副总统配偶。